# Tussaaq
Tussaaq (grønl. smalhalsen), er en forladt grønlandsk bygd, beliggende på en ø med samme navn, ca. 33 km nord for Upernavik i Avannaata Kommune.
Bygdens butik blev lukket 1986. I 1990 var der 52 indbyggere og i 1994 kun 22 indbyggere. Fra 1998 havde bygden kun en beboer - Peter. I 2010 forlod han også bygden og den blev lukket. Før affolkningen levede indbyggerne overvejende af sælfangst.
I 1925 var sønderjyden Rudolf Kleemann bygdens udstedsbestyrer og fangeren Johan Thomasen kommunalrådsformand.